# Kimagure Cook
Kimagure Cook (tiếng Nhật: きまぐれクック, đã Latinh hoá: kimagure kukku, n.đ. 'Đầu bếp Quái dị') là một kênh YouTube do Youtuber người Nhật Kaneko thành lập vào năm 2016, tập trung vào việc làm sạch, sơ chế và nấu nhiều loại hải sản với giọng điệu hài hước của Kaneko.

## Tổng quan
Các video của Kimagure Cook có cảnh Kaneko chế biến hải sản với trọng tâm là các loài hiếm hoặc lạ, chẳng hạn như cá mập, cá chình Moray, mực khổng lồ và cá ngựa. Trước khi chuẩn bị hải sản, anh ấy thường nói câu cửa miệng của mình bằng tiếng Nhật tiếng Nhật: 捌いていく！, đã Latinh hoá: sabaite iku!, n.đ. 'Chuẩn bị nào!'.
Trong khi các cảnh quay được thể hiện thường là dựng bằng đồ họa, Kaneko thường không mô tả cảnh giết hải sản sống. Sau khi chế biến xong hải sản, anh ấy thường ăn món này cùng với một ly bia Asahi sau khi nói câu cửa miệng của mình bằng tiếng Nhật tiếng Nhật: 銀色のヤツ！, đã Latinh hoá: gin-iro no yatsu!, n.đ. 'cái đồ màu bạc!', ám chỉ màu bạc của lon bia.
Các video phổ biến nhất của Kaneko có phụ đề tiếng Anh và lượng người theo dõi quốc tế rộng rãi.
Kaneko cũng điều hành một kênh có tên tiếng Nhật tiếng Nhật: きまぐれクックのサボり場！, đã Latinh hoá: kimagure kukku no saboriba!, n.đ. 'Vùng chần chừ của Kimagure Cook!' là nơi tải lên nhiều video khác nhau cả bổ sung lẫn lạc đề từ kênh chính của mình, bao gồm cả loạt video về các loại trái cây quý hiếm.

## Tiểu sử
Kaneko sinh ra ở một thị trấn đánh cá gần vịnh Ise. Lớn lên, anh học về nấu ăn, câu cá và hải sản từ cha mẹ mình, những người là đầu bếp. Anh theo học Trường Trung học Kỹ thuật Nagoya và bước vào ngành dịch vụ. Hiện tại, anh ấy đang sống ở bán đảo Chita, tỉnh Aichi.
Năm 2016, Kaneko cho ra mắt YouTube với một kênh có tên tiếng Nhật tiếng Nhật: にしやんfishingclub, đã Latinh hoá: nishiyan fishingclub, n.đ. 'Câu lạc bộ Câu cá Nishiyan' cùng một nhóm bạn. Năm 2017, sau khi nghỉ việc trong ngành dịch vụ, Kaneko bắt đầu tạo nội dung thường xuyên trên kênh riêng của mình để tránh làm bão hòa Câu lạc bộ Câu cá Nishiyan bằng các video của chính mình.
Kaneko có giấy phép điều chế Fugu từ tỉnh Aichi.
Tháng 7 năm 2020, Kaneko công khai cuộc hôn nhân của mình trên Twitter.
Kaneko hiện không có con, mặc dù anh ấy đã nói rằng cả hai vợ chồng đều muốn có con trong tương lai.